# Благовещенское сельское поселение (Ярославская область)
Благовещенское сельское поселение — муниципальное образование в Большесельском районе Ярославской области. Административный центр — деревня Борисовское. 

## Географическое положение
Сельское поселение расположено в северной части района. Площадь составляет 329 км². На севере поселение граничит с Рыбинским районом; на востоке с Вареговским сельским поселением и Тутаевским районом; на юге с Большесельским сельским поселением.
Административный центр — деревня Борисовское. Расстояние от села Борисовское до Большого Села — 16 км, до города Ярославля — 85 км, до города Рыбинска — 45 км.

### Земельный фонд
На 2009 год 59 % площади сельского поселения составляют земли сельскохозяйственных предприятий, в том числе 31 % — СПК «Свобода», 17 % — крестьянское хозяйство «Нива», 11 % — СПК «Родина»; 42,2 % — земли лесного фонда (Большесельское лесничество и Рыбинский лесхоз); 7 % — земли водного фонда.
В общей площади территории поселения земли сельскохозяйственного назначения занимают 25 826 га (77 %), из них сельскохозяйственных угодий — всего лишь 4883 га (14,5 %). На долю пашни приходится 3891 га (около 12 %), в том числе обрабатываемые сельскохозяйственными предприятиями поля составляют всего 3155 (9,3 %), а наиболее ценные мелиорированные земли сельскохозяйственного использования (мелиорированные пашни) составляют 419 га (1,2 %).
Доля земель, включающая в себя естественные кормовые угодья среднего качества — пастбища, составляет 190 га (около 1 %). Кроме этого, выделяются улучшенные пастбища (в основном — осушенные), на их долю приходится 229 га (0,7 %). Всего земли находится под пастбищами — 624 га (2 %). Земли под сенокосами — 339 га (1 %).
Выделяются сельскохозяйственные угодья, которые были выведены из оборота сельскохозяйственного производства — заросшие пашни — 303 га (0,9 %), заросшие пастбища — 206 га (0,6 %), заросшие сенокосы — 62 га (0,2 %), а также закустареные луга — 11 га (0,03 %), зарастающие дрены — 135 га (0,4 %), придорожные лугово-кустарниковые заросли — 186 га (0,6 %). Пойменные луга и земли с кустарниковой растительностью — 175,32 га (0,5 %). Большая часть земель занята лесной растительностью — 13 022 га (39 %) и болотами — 4658 га (14,2 %).

## История
Благовещенское сельское поселение образовано 1 января 2005 года в соответствии с законом Ярославской области № 65-з от 21 декабря 2004 года «О наименованиях, границах и статусе муниципальных образований Ярославской области». Границы Благовещенского сельского поселения установлены в административных границах административно-территориальных единиц: Благовещенского и Чудиновского сельских округов.

## Население
Существующее население (зарегистрированных по месту жительства) за 2008 год — 1477 человек, проживающих в 89 сельских населённых пунктах. Плотность населения составляет 4,4 чел./км². Кроме этого, количество временного (сезонного) населения составляет 2312 человек. Динамика постоянного населения: 2007 год — 1462 человека, 2008 год — 1477 человек, 2009 год — 1403 человека.
Список населённых пунктов с указанием численности населения на 1 января 2007 года (всего 1453 человека):
Численность трудоспособного населения составляет 780 человек (55,6 %), численность лиц пенсионного возраста — 391 человек (28 %), население младших возрастов — 208 чел. (15 %). Из общего числа населения моложе трудоспособного возраста (208 чел.) выделяются около 8 % учащихся школ и средних специальных учебных заведений и около 4 % от этого числа составляют дети дошкольного возраста.
От общего числа трудоспособного населения 481 человек заняты в сфере производства: в сельском хозяйстве занято 105 человек; 276 человек обслуживают жилищно-коммунальное хозяйство и транспорт; 30 человек работают на промышленных предприятиях Ярославля и Рыбинска. 198 человек занято в отраслях социальной сферы (образование, здравоохранение, торговля). 4 % (около 20 человек) экономически активного населения составляют работающие пенсионеры. 38 % всего трудоспособного населения трудится за пределами поселения и даже района, выезжают на работу в Рыбинск и Ярославль.
Средняя продолжительность жизни населения составляет 65 лет, в том числе мужчины в среднем доживают до 56 лет, а женщины — до 73. Рождаемость составляет 4 человека за год, смертность — 40 человек в год на 1000 жителей. Наблюдается устойчивая естественная убыль населения и признаки депопуляции. Причиной сокращения населения также является продолжающийся отток селян в городские поселения.
Расселение населения складывалось исторически под влиянием природно-географических и социально — экономических факторов. Для этой местности характерен ленточный тип (придорожный, приречной) расселения. Для населённых пунктов этой территории характерно исчезновение мелких и перехода в их разряд, бывших ранее средними, населённых пунктов. Современная демографическая ситуация также накладывает отпечаток на расселение. Очень низкие темпы рождаемости, отрицательный естественный прирост, миграция населения в городскую местность, старение населения и высокие показатели смертности ведут к исчезновению населённых пунктов.

## Состав сельского поселения
В состав поселения (образованного в границах двух сельских округов: Благовещенского и Чудиновского) входят 89 сельских населённых пунктов. 
| №  | Населённый пункт        | Тип населённого пункта          | Население | Сельский округ |
| -- | ----------------------- | ------------------------------- | --------- | -------------- |
| 1  | Абашево                 | деревня                         | ↗25       | Благовещенский |
| 2  | Акулинино               | деревня                         | ↗5        | Благовещенский |
| 3  | Андреевское             | село                            | ↗20       | Благовещенский |
| 4  | Андреевское             | деревня                         | ↘6        | Чудиновский    |
| 5  | Анкудимово              | деревня                         | ↘0        | Чудиновский    |
| 6  | Бабаево                 | деревня                         | →0        | Благовещенский |
| 7  | Бараново                | деревня                         | →0        | Благовещенский |
| 8  | Безгачево               | деревня                         | →0        | Благовещенский |
| 9  | Благовещенье            | село                            | →34       | Благовещенский |
| 10 | Большое Лопатино        | деревня                         | ↗13       | Благовещенский |
| 11 | Большое Муравьёво       | деревня                         | ↘17       | Благовещенский |
| 12 | Борисовское             | деревня, административный центр | ↘425      | Благовещенский |
| 13 | Басалаево               | деревня                         | →0        | Чудиновский    |
| 14 | Большое Семенково       | деревня                         | ↘1        | Чудиновский    |
| 15 | Будаково                | деревня                         | ↗36       | Благовещенский |
| 16 | Ваганово                | деревня                         | ↗2        | Чудиновский    |
| 17 | Вакулово                | деревня                         | ↘10       | Чудиновский    |
| 18 | Вандышево               | деревня                         | ↗6        | Благовещенский |
| 19 | Ваулово                 | деревня                         | ↘2        | Благовещенский |
| 20 | Власово                 | деревня                         | ↗3        | Чудиновский    |
| 21 | Воронино                | деревня                         | →0        | Благовещенский |
| 22 | Вычесово                | деревня                         | ↗3        | Чудиновский    |
| 23 | Головинское             | деревня                         | →0        | Чудиновский    |
| 24 | Головково               | хутор                           | →0        | Благовещенский |
| 25 | Горки совхоза «Свобода» | деревня                         | ↘0        | Благовещенский |
| 26 | Горки совхоза «Родина»  | деревня                         | →0        | Благовещенский |
| 27 | Демидово                | деревня                         | ↘21       | Чудиновский    |
| 28 | Елохово                 | село                            | ↗25       | Чудиновский    |
| 29 | Зорино                  | деревня                         | ↘0        | Чудиновский    |
| 30 | Ивановское              | деревня                         | →0        | Благовещенский |
| 31 | Ивановское              | деревня                         | →2        | Чудиновский    |
| 32 | Ильинское               | деревня                         | ↘7        | Чудиновский    |
| 33 | Калинино                | деревня                         | →0        | Чудиновский    |
| 34 | Каплино                 | деревня                         | ↘70       | Благовещенский |
| 35 | Карповское              | деревня                         | ↘2        | Благовещенский |
| 36 | Климово                 | деревня                         | ↗20       | Благовещенский |
| 37 | Кондратово              | деревня                         | ↘1        | Благовещенский |
| 38 | Кузьминское             | деревня                         | ↘32       | Благовещенский |
| 39 | Лутошкино               | деревня                         | ↘1        | Благовещенский |
| 40 | Лыткино                 | деревня                         | ↗70       | Чудиновский    |
| 41 | Марково                 | деревня                         | ↘0        | Чудиновский    |
| 42 | Маслятино               | деревня                         | ↗5        | Благовещенский |
| 43 | Медведево               | деревня                         | ↘0        | Благовещенский |
| 44 | Митенино                | деревня                         | →1        | Чудиновский    |
| 45 | Михеево                 | деревня                         | ↘17       | Чудиновский    |
| 46 | Мишенево                | деревня                         | →0        | Благовещенский |
| 47 | Нерезово                | деревня                         | ↘0        | Благовещенский |
| 48 | Нестерово               | деревня                         | ↗12       | Благовещенский |
| 49 | Никитинское             | деревня                         | 1         | Благовещенский |
| 50 | Никитинское             | деревня                         | →0        | Благовещенский |
| 51 | Никульское              | деревня                         | →0        | Благовещенский |
| 52 | Новое Гостилово         | деревня                         | ↘231      | Благовещенский |
| 53 | Окатово                 | деревня                         | →0        | Чудиновский    |
| 54 | Парушкино               | деревня                         | ↘1        | Благовещенский |
| 55 | Паршево                 | деревня                         | →0        | Благовещенский |
| 56 | Пересеки                | деревня                         | →0        | Благовещенский |
| 57 | Петраково               | деревня                         | ↘6        | Чудиновский    |
| 58 | Петровское              | деревня                         | ↘3        | Чудиновский    |
| 59 | Печарино                | деревня                         | ↘0        | Благовещенский |
| 60 | Подольское              | деревня                         | →0        | Благовещенский |
| 61 | Поздеевское             | деревня                         | ↘1        | Благовещенский |
| 62 | Протасово               | деревня                         | ↗19       | Благовещенский |
| 63 | Пуслищево               | деревня                         | ↗23       | Благовещенский |
| 64 | Рождество               | село                            | ↘0        | Благовещенский |
| 65 | Савинское               | деревня                         | ↘7        | Благовещенский |
| 66 | Саморядово              | деревня                         | →0        | Чудиновский    |
| 67 | Синьково                | деревня                         | ↘1        | Благовещенский |
| 68 | Синьково                | деревня                         | ↗1        | Благовещенский |
| 69 | Слободка                | деревня                         | ↗11       | Благовещенский |
| 70 | Старково                | деревня                         | ↗2        | Благовещенский |
| 71 | Старухино               | деревня                         | →0        | Чудиновский    |
| 72 | Стрельниково            | деревня                         | ↗5        | Чудиновский    |
| 73 | Ступино                 | деревня                         | ↗2        | Благовещенский |
| 74 | Тарасово                | деревня                         | →0        | Благовещенский |
| 75 | Тетерино                | деревня                         | →0        | Благовещенский |
| 76 | Тимошино                | деревня                         | →0        | Благовещенский |
| 77 | Тиханово                | деревня                         | ↘4        | Благовещенский |
| 78 | Угленское               | деревня                         | ↗7        | Чудиновский    |
| 79 | Улитино                 | деревня                         | ↘0        | Благовещенский |
| 80 | Фоминское               | деревня                         | →0        | Чудиновский    |
| 81 | Холкино                 | деревня                         | →0        | Благовещенский |
| 82 | Чижово                  | деревня                         | ↘0        | Благовещенский |
| 83 | Чудиново                | деревня                         | ↘60       | Чудиновский    |
| 84 | Чумжино                 | деревня                         | ↗2        | Благовещенский |
| 85 | Шарапово                | деревня                         | ↘2        | Благовещенский |
| 86 | Ширяево                 | деревня                         | ↘1        | Благовещенский |
| 87 | Шишелово                | деревня                         | ↗12       | Чудиновский    |
| 88 | Шпилево                 | деревня                         | ↘0        | Благовещенский |
| 89 | Шульгино                | деревня                         | →0        | Благовещенский |

## Экономика
Промышленных предприятий на территории поселения нет. Существует 1 предприятие, работающее в области транспорта и связи, 5 предприятий АПК, из них 3 сельскохозяйственных предприятия, 3 организации здравоохранения, 1 предприятие ЖКХ, 6 предприятий торговли и общественного питания.
Агропромышленный комплекс занимает удельный вес около 50 %. Сельское хозяйство поселения специализируется на молочно-мясном скотоводстве и свиноводстве.
Все сельскохозяйственные угодья расположены в пределах Варегово-Ломского почвенного района, который отличается выровненной поверхностью, а почвенный покров представлен в основном подзолистыми сочетаниями почв (супесчаные и легкосуглинистые): дерново-подзолистые и болотные почвы с содержанием гумуса от 1,6 % до 1,8 %. Значительные площади пашни имеют повышенную кислотность (pH 4,8), около 37,4 % являются переувлажнёнными почвами. Около 1,5 % занимают каменистые почвы. Почвы мало дренированы, поэтому требуют осушительных мелиораций. На первое место для сельскохозяйственного растениеводства выдвигаются культуры, менее требовательны к почвенным условиям — ячмень, овёс, многолетние травы.
С 1989 года сложилась устойчивая динамика сокращения сельскохозяйственных угодий, особенно пашни и кормовых угодий. Основными причинами сокращения посевных площадей являются дороговизна горюче-смазочных материалов, недостаток сельскохозяйственной техники, отсутствие или слабая оснащённость пунктов по первичной переработке урожая и низкие закупочные цены на сельскохозяйственную продукцию.
С 1989 года производство зерновых снизилось почти в 7 раз, выращивание картофеля и льна сошло на нет.
С 1989 года наблюдается устойчивая тенденция снижения поголовья скота. Так, поголовье крупного рогатого скота на предприятиях и фермерских хозяйствах сократилось почти в 10 раз, поголовье свиней сократилось не значительно — всего на 1 %, поголовье овец — в 4 раза, но увеличилось поголовье овец племенной породы (ПСК «Родина»). Основными причинами спада производства в животноводстве являются недостаток кормов, снижение численности сельского населения, низкие закупочные цены на сельскохозяйственную продукцию и существующие проблемы по её сбыту.

## Транспорт
Транспортная инфраструктура сельского поселения, отмеченная объектами и линейными сооружениями автомобильного транспорта, находится в неудовлетворительном состоянии.
По территории поселения с юга на север проходит автомагистраль от Большого Села, расположенного на трассе Ярославль — Углич и Мышкин, на станцию Лом на ветке Ярославль — Рыбинск и далее к автотрассе Р151 Ярославль — Рыбинск. В направлении на запад от этой магистрали отходит автомагистраль на Новое Гостилово и далее на Рыбинск. Территория Благовещенского сельского поселения в целом и большинство его населённых пунктов хорошо связаны автодорожным сообщением с центром сельского поселения селом Борисовское и центром муниципального района системой автодорог регионального (областного) и муниципального уровней. Протяжённость автомобильных дорог по территории Благовещенского СП составляет: 100,6 км, в том числе общего пользования — 50 км. 70 сельских населённых пунктов (80 %) не обеспечены автодорогами с твёрдым покрытием. Из общего числа дорог большая часть — 94 км являются бесхозными, по типу покрытия — грунтовыми естественными, без технической категории.
Имеются стационарные мостовые сооружения в местах пересечения рек и ручьёв с автодорогой Большое Село — Рыбинск с твёрдым покрытием: Петраково — 25 м, Демидово — 25 м.
Сельское поселение не оборудовано остановочными пунктами. Отсутствуют постоянные маршрутные автобусы от крупных населённых пунктов, таких как Ярославль, Рыбинск, Углич и других.
Ближайший речной порт находится в городе Ярославле.
Ближайший аэропорт «Туношна» — на территории Туношенского сельского поселения Ярославского района.
По территории поселения проходит транзитный газопровод-отвод диаметром 270 высокого давления. Линейные перекачивающие станции отсутствуют. Газоснабжение на территории поселения осуществляется привозным баллонным газом.
По территории поселения проходят многочисленные линии электропередач напряжением 10 кВ, 35 кВ, а также расположены распределительные электроподстанции 10 кВ и др. Электроснабжением обеспечены все населённые пункты.
Водоснабжение осуществляется от артезианских скважин. Водоотведение осуществляется в почти уничтоженные очистные сооружения с дальнейшим сбросом на рельеф.
Сельское поселение обслуживает ОАО «Большесельский узел электросвязи», а также имеется 1 АТС ёмкостью более 205 номеров. Эфирное вещание осуществляет 10 населенных пунктов сельского поселения. Общее количество радиоточек более 500. В поселении имеются 3 почтовых отделения связи.

## Социальная сфера
Качество жизни населения ниже средних значений по району в целом. Средние районные показатели также невысоки, если сравнивать их с другими районами Ярославской области (одно из последних мест). На фоне депопуляции, низкой плотности населения происходит резкий спад сельскохозяйственного производства, значит дальнейшее ухудшение качества жизни населения.
Показатели обеспеченности жилых площадей центральным отоплением, водопроводной сетью и канализацией крайне низкие. Общая площадь жилых помещений в ветхих и аварийных жилых домах составляет 0,2 тыс. м² (0,5 %), что ниже среднего значения по району (5,6 %). Объём нового строительства (2000—2010) составляет 0,9 тыс. м². Доминирует деревянный тип построек жилья.
Социальная сфера в результате ухудшения финансового положения находится в кризисном состоянии, ещё больше увеличивая отставание сельской местности.
Объекты образования и просвещения:
- Общеобразовательные школы: Благовещенская средняя школа, вместимостью 300 человек, число обучающихся — 57 чел.; Гостиловская средняя школа, вместимость — 100 чел., учащихся — 17.
- Детские дошкольные учреждения: Борисовский детский сад посещают 14 детей, Гостиловский детский сад — 10, Чудиновский детский сад — 6.
- 3 сельских дома культуры, вмещающих 500 человек.
- 3 библиотеки вместимостью 31 человек на 31 тыс. томов[2].

6 магазинов общей торговой площадью 210 м².
3 медицинских пункта (амбулатории) мощностью 45 посещений в смену.
На территории поселения находится ряд объектов ритуального обслуживания населения (в основном — сельские кладбища): СНП Ильинское, Борисовское, Рождество.
Обеспечение населения объектами социально-бытовой инфраструктуры практически везде ниже среднего значения по району. Отмечается полное отсутствие предприятий бытового обслуживания в крупных населенных пунктах, а также нет бань, столовых, очень низкая мощность медицинского обслуживания населения, нет аптечных пунктов. Фактически отсутствуют условия для занятия спортом.
Через территорию поселения в направлении на север проходит русло реки Черёмуха с расположенными в её окрестностях многочисленными объектами рекреационного назначения.

## Достопримечательности
На территории Благовещенского сельского поселения находится 4 объекта культурного наследия:
- Владимирская церковь, церковь Успения Богородицы в деревне Ильинское
- Земская школа в деревне Чудиново
- Храмовый комплекс Рождества Христова в селе Рождество;
- Усадьба Крутовых в деревне Борисовское[2].

На территории поселения расположен географический центр области — рядом с деревней Маслятино.

## Экология
В число особо охраняемых природных территорий входят:
- часть болота Великий Мох (4531 га)
- Кондратовское болото (480 га)
- Сосновый бор «Пуслищево» (2,1 га)
- Усадьба «Борисовское» (4 га)[2]

Объектов специального назначения — скотомогильников и биозахоронений — 2 штуки, полигонов твёрдых бытовых отходов нет.